# Classificação de campos eletromagnéticos
Em geometria diferencial e física teórica, a classificação de campos electromagnéticos é uma classificação pontual de bivetores em cada ponto de uma variedade de Lorentz. Ela é usado no estudo de soluções das equações de Maxwell e tem aplicações na teoria da relatividade de Einstein.